# Communauté tibétaine au Canada
Bien que la communauté tibétaine au Canada, les Tibétains-canadiens, ou Canadiens d'origine tibétaine, composent une petite partie des Asiatiques-canadiens, le Canada détient l'une des plus grandes concentrations de Tibétains en dehors de l'Asie. Les Tibétains ont commencé à immigrer au Canada dès le début des années 1970.

## Population
En 2006, la population tibétaine au Canada a été estimé à 4 275 personnes et a continué de croître atteignant 5 820 en 2011  et sont estimés à 7 500 en 2013. En 2016, la population tibétaine au Canada était de 8 040.
La majorité des Tibétains-canadiens vivent dans la région métropolitaine de Toronto (estimation 3 475). En 2011, il y avait 4 245 Tibétains-canadiens vivant dans la ville de Toronto. Il y a une communauté tibétaine importante dans les entreprises et restaurants tibétains , connu sous le nom de Little Tibet (en), dans le quartier de Parkdale de Toronto, dans la région située entre Queen St. W., au nord, l'autoroute Gardiner à l'ouest et au sud, et l'avenue de l'Atlantique à l'est. Il y a aussi une communauté tibétaine grandissante à Etobicoke Sud

## Canadiens tibétains notables
Bhutila Karpoche, membre de l'Assemblée législative de l'Ontario et la première personne d'origine tibétaine jamais élue à une fonction publique en Amérique du Nord.